# Sicherheitszone
Sicherheitszone (englisch Safety Area) (auch: Fummelzone) ist ein Begriff aus dem Schießsport. 
In dynamischen Schießsportdisziplinen (beispielsweise IPSC-Schießen, PPC 1500 oder Mehrdistanzschießen) bezeichnet sie einen Ort, an dem die Teilnehmer eines Schießwettkampfs selbständig mit ihren Sportwaffen hantieren dürfen, z. B. zum Reinigen oder für Reparaturen. In der Sicherheitszone dürfen keine Munition oder munitionsähnliche Gegenstände gehandhabt werden.
Außerhalb der Sicherheitszone dürfen Waffen nur unter Aufsicht und nach direktem Kommando der Schießaufsicht bzw. des Range Officer gehandhabt werden, jedoch ist dort der Umgang mit Munition erlaubt, z. B. zum Auffüllen der Magazine.
Durch diese strikte Trennung von Waffen und Munition sollen ein geregelter Ablauf sichergestellt und Unfälle durch ungewollte versehentliche Schussabgaben verhindert werden. Zuwiderhandlungen werden in der Regel mit sofortiger Disqualifikation und Ausschluss vom Wettkampf geahndet.